# Hortonius
Hortonius là một chi bướm đêm thuộc họ Noctuidae.